# Eucalyptus kalangadooensis
Eucalyptus kalangadooensis là một loài thực vật có hoa trong Họ Đào kim nương. Loài này được Maiden & Blakely mô tả khoa học đầu tiên năm 1925.